# Condado de Collingsworth
O Condado de Collingsworth é um dos 254 condados do estado norte-americano do Texas. A sede do condado é Wellington, e sua maior cidade é Wellington.
O condado possui uma área de 2 381 km² (dos quais 2 km² estão cobertos por água), uma população de 3 206 habitantes, e uma densidade populacional de 1 hab/km² (segundo o censo nacional de 2000).
O condado foi criado em 1876.